# Elizabeth Seal
Elizabeth Anne Seal (Génova, 28 de agosto de 1933) é uma atriz britânica nascida na Itália. Em 1961, ganhou o Tony Award de melhor atriz em musical por sua atuação no papel-título de Irma La Douce.

## Biografia
Elizabeth Seal estreou profissionalmente como bailarina aos 17 anos no musical Gay's the Word (1951), de Ivor Novello. Ela apareceu em The Glorious Days (1953) com Anna Neagle, e na revista musical Cockles and Champagne (1954). Seal então alcançou a fama como 'Gladys' em The Pajama Game de Richard Adler e Jerry Ross em 1955. Ela fez sua estreia no cinema ao lado de John Mills, Alec McCowen e Charles Coburn no filme Cidade Amedrontada (1957), interpretando o papel de 'Fiona'. Atuou ao lado de George Sanders em Quando os Destinos Se Cruzam (1960) de Charles Frend.
Por dois anos, interpretou o papel-título em Irma La Douce de Marguerite Monnot. O show estreou em Londres e foi dirigido por Peter Brook, David Merrick produziu uma versão do musical na Broadway em 1960. Durante esse período ela ganhou o Tony Award de melhor atriz em musical.

## Filmografia parcial
- Radio Cab Murder (1954)
- Town on Trial (1957)
- Cone of Silence (1960)
- Vampire Circus (1972)
- Mack the Knife (1989)
- Lara Croft Tomb Raider: The Cradle of Life (2003)